# Ronde van Emilia 2010
De 93e editie van de wielerwedstrijd Ronde van Emilia vond plaats op 9 oktober 2010. De wedstrijd startte in Bologna en finishte 200 kilometer op de beklimming naar Santuario Madonna di San Luca. De wedstrijd maakte deel uit van de UCI Europe Tour. De Nederlander Robert Gesink won net als een jaar eerder deze koers.

## Uitslag
| Plaats  | Naam               | Ploeg                        | Tijd     |
| ------- | ------------------ | ---------------------------- | -------- |
| Winnaar | Robert Gesink      | Rabobank                     | 4u49'14" |
| 2       | Daniel Martin      | Garmin-Transitions           | + 0'01"  |
| 3       | Michele Scarponi   | Androni Giocattoli           | + 0'09"  |
| 4       | Aleksandr Kolobnev | Team Katjoesja               | + 0'11"  |
| 5       | Vincenzo Nibali    | Liquigas-Doimo               | + 0'13"  |
| 6       | Domenico Pozzovivo | Colnago-CSF Inox             | + 0'16"  |
| 7       | Jérôme Coppel      | Saur-Sojasun                 | + 0'24"  |
| 8       | Xavier Tondo       | Cervélo TestTeam             | + 0'40"  |
| 9       | Riccardo Riccò     | Vacansoleil Pro Cycling Team | + 0'50"  |
| 10      | Patrik Sinkewitz   | Farnese Vini-Neri Sottoli    | + 0'54"  |
|         |                    |                              |          |
| 15      | Dries Devenyns     | Quickstep-Innergetic         | + 1'26"  |

Mannen:
1909 · 1910 · 1911 · 1912 · 1913 · 1914 · 1915 · 1916 · 1917 · 1918 · 1919 · 1920 · 1921 · 1922 · 1923 · 1924 · 1925 · 1926 · 1927 · 1928 · 1929 · 1930 · 1931 · 1932 · 1933 · 1934 · 1935 · 1936 · 1937 · 1938 · 1939 · 1940 · 1941 · 1942 · 1943 · 1944 · 1945 · 1946 · 1947 · 1948 · 1949 · 1950 · 1951 · 1952 · 1953 · 1954 · 1955 · 1956 · 1957 · 1958 · 1959 · 1960 · 1961 · 1962 · 1963 · 1964 · 1965 · 1966 · 1967 · 1968 · 1969 · 1970 · 1971 · 1972 · 1973 · 1974 · 1975 · 1976 · 1977 · 1978 · 1979 · 1980 · 1981 · 1982 · 1983 · 1984 · 1985 · 1986 · 1987 · 1988 · 1989 · 1990 · 1991 · 1992 · 1993 · 1994 · 1995 · 1996 · 1997 · 1998 · 1999 · 2000 · 2001 · 2002 · 2003 · 2004 · 2005 · 2006 · 2007 · 2008 · 2009 · 2010 · 2011 · 2012 · 2013 · 2014 · 2015 · 2016 · 2017 · 2018 · 2019 · 2020 · 2021 · 2022 · 2023 · 2024
Vrouwen:
2014 · 2015 · 2016 · 2017 · 2018 · 2019 · 2020 · 2021 · 2022 · 2023 · 2024